# Poeciliopsis sonoriensis
Poeciliopsis sonoriensis är en fiskart som först beskrevs av Girard, 1859.  Poeciliopsis sonoriensis ingår i släktet Poeciliopsis och familjen Poeciliidae. Inga underarter finns listade i Catalogue of Life.